# Jonathan Smith (aviron)
Pour les articles homonymes, voir Jonathan Smith et Smith.
Jonathan Scott Smith est un rameur américain né le 9 mai 1961 à Salem (Massachusetts).

## Carrière
Jonathan Smith participe à l'épreuve de quatre sans barreur aux Jeux olympiques d'été de 1984 à Los Angeles avec comme partenaires David Clark, Phillip Stekl et Alan Forney. Les quatre Américains remportent la médaille d'argent. Lors des Jeux olympiques d'été de 1988 à Séoul, il remporte la médaille de bronze en huit. Il est présent aux Jeux olympiques d'été de 1992 à Barcelone lors de l'épreuve de deux de couple en compagnie de Gregory Springer et termine neuvième.